# Eryphanis cheiremon
Eryphanis cheiremon är en fjärilsart som beskrevs av Hans Fruhstorfer 1912. Eryphanis cheiremon ingår i släktet Eryphanis och familjen praktfjärilar. Inga underarter finns listade i Catalogue of Life.